# Central FC
El Central FC es un equipo de fútbol de Trinidad y Tobago que juega en la TT Pro League, la liga de fútbol más importante del país.

## Historia
Fue fundado en el año 2012 en la ciudad de California, Trinidad y Tobago, por el exjugador de Trinidad y Tobago Brent Sancho, convirtiéndose en el 21º equipo que juega en la TT Pro League y sus partidos de local los juega en la ciudad de Couva.
Es conocido por ser un equipo que ha realizado varios proyectos en comunidades relacionados al fútbol, por lo que en poco tiempo ganaron una buena reputación en el país y su primer partido oficial lo jugaron el 19 de octubre de 2012 ante el Police FC con victoria 1-0, gol del capitán Anthony Wolfe y en la Copa de Trinidad y Tobago perdieron la final ante el Caledonia AIA 0-1.
En la siguiente temporada terminaron subcampeones de liga, con lo que clasificaron a su primer torneo internacional, el Campeonato de Clubes de la CFU 2015.

## Palmarés
- TT Pro League: 1

2015
- First Citizens Cup: 2

2013, 2014
- Lucozade Sport Goal Shield: 1

2014

## Participación en competiciones de la Concacaf
- Campeonato de Clubes de la CFU: 1 aparición

2015 -

## Entrenadores
- Graham Rix (2012)[1][2]
- Terry Fenwick (2013–2014)
- Zoran Vranes (2014-2015)
- Dale Saunders (2016-2017)
- Stern John (2017-)

|publisher = Lasana Liburd (Wired868.com)
|date = 5 de enero de 2013
|accessdate = 5 de enero de 2013
}}</ref>

## Jugadores

### Jugadores destacados
- Ladulé Lako LoSarah (2012-13)
- Anthony Wolfe (2012-13)